# 아미산 (보령)
아미산은 충청남도 보령시 미산면 일대에 위치한 산으로 해발 638.5m의 복주개봉과 해발 598m의 장군봉을 가지며, 미산면 도화담리, 풍계리, 용수리, 평라리, 봉성리, 도흥리에 걸쳐 있다.

## 지리
남북으로 약 6.5m에 이르며 적시골, 중대골, 백재골 등 골짜기를 가지고 있다. 미산면의 연원이 되었다. 아미산의 북쪽과 서쪽으로 웅천천이 휘감아 흐른다. 아미산은 부여 홍산 쪽에서 월명산과 연결되며 북쪽으로는 만수산과 만난다. 아미산을 경계로  보령시와 부여군가 나누어지는데, 산줄기의 동쪽 기슭에는에는 부여군 외산면 갈산리, 반교리, 가덕리 등의 마을이 있으나, 산세의 모양이 외산 쪽보다는 미산 쪽에서 더욱 웅장하게 보인다. 아미산과 월명산 사이에 백재라는 고개가 있다. 산의 서쪽에는 보령호가 만들어졌다.

## 역사
조선시대의 여지도서 등 각종 지리지에도 남포현의 동쪽 26리 지점에 아미산이 있다고 소개하고 있다.